# Manoir de Saint Hill
Le manoir de Saint Hill (anglais : Saint Hill Manor) est un manoir anglais construit en 1792 près de la ville de East Grinstead, dans le Sussex de l'Ouest. Il est le siège britannique de la Scientologie depuis son acquisition par L. Ron Hubbard en 1959. 